# Oligotrichum suzukii
Oligotrichum suzukii är en bladmossart som beskrevs av Chuang Ching-chang 1973. Oligotrichum suzukii ingår i släktet Oligotrichum och familjen Polytrichaceae. Inga underarter finns listade i Catalogue of Life.